# 예산예화여자고등학교
예산예화여자고등학교(禮山禮花女子高等學校)는 대한민국 충청남도 예산군 예산읍 예산리에 있는 사립 고등학교이다. 

## 학교 연혁
- 1983년 11월 21일 : 예산여자상업고등학교 설립 인가
- 1984년 3월 6일 : 예산여자상업고등학교 개교(상업과 4학급)
- 1994년 6월 7일 : 종합실험실습실 준공(7개 교실 총 742.34m2)
- 1995년 12월 30일 : 가정관리관 준공
- 1996년 12월 31일 : 어학실습실 준공
- 1997년 1월 31일 : 멀티미디어-정보통신 교육관 준공
- 2007년 1월 23일 : 학칙변경 인가(예산정보미디어고등학교로 교명 변경) (웹콘텐츠과 2, 디지털영상과 2, e-비즈니스과 3학급)
- 2010년 11월 30일 : 예덕관(체육관) 준공
- 2011년 3월 1일 : 학칙변경 인가(예산예화여자고등학교로 교명 변경) (보통과 2, 디지털영상과 2, e-비즈니스과 2학급)
- 2012년 2월 25일 : 예화학사(기숙사 및 급식실) 준공
- 2012년 5월 30일 : 제11대 백종원 이사장 취임
- 2017년 7월 4일 : 학칙변경 인가 (외식조리과 2, 디지털영상과 2, e-비즈니스과 2학급)
- 2019년 4월 30일 : 조리동 준공
- 2020년 3월 1일 : 제11대 김경수 교장 취임
- 2023년 2월 9일 : 제37회 졸업식(졸업생수 107명, 총졸업생 8,590명)
- 2023년 3월 2일 : 제40회 입학식(신입생 119명 입학)

## 설치 학과
- e-비즈니스과
- 디지털영상과
- 외식조리과

## 참고 자료
- 예산예화여자고등학교 - 한국교육학술정보원 학교알리미